# Koullouna Lilouataan Lil Oula Lil Alam
Koullouna Lilouataan Lil Oula Lil Alam este imnul național al Libanului.

## Versurile (cu traducerea în engleză)
| كلنـا للوطن للعلى للعلم ملء عين الزّمن سـيفنا والقـلم سهلنا والجبـل منبت للرجـال قولنا والعمـل في سبيل الكمالكلنا للوطن للعلى للعلم كلّنا للوطنشيخنـا والفتـى عنـد صـوت الوطن أسـد غـاب متى سـاورتنا الفــتن شــرقنـا قلبـه أبــداً لبـنان صانه ربه لمدى الأزمانكلنا للوطن للعلى للعلم كلنا للوطنبحـره بــرّه درّة الشرقين رِفـدُهّ بــرّهُ مالئ القطبين إسمـه عـزّه منذ كان الجدود مجــدُهُ أرزُهُ رمزُهُ للخلودكلّنا للوطن للعلى للعلم كلّنا للوطن | Kulluna lil-watan, lil'ula lil-'alam Mil'u ayn az-zaman, saifuna wal-qalam Sahluna wal-jabal, manbitun lir-rijal Qawluna wal-'amal fi sabil-el-kamal Kulluna lil-watan, lil'ula lil-'alam, Kulluna lil-watan Shaykhuna wal-fata, 'Inda sawt-il-watan Usdu ghaben mata, sawaratn-al-fitan Sharquna qalbuhu, abadan Lubnan Kulluna lil-watan Kulluna lil-watan, lil'ula lil-'alam, Kulluna lil-watan Bahruhu barruhu, durratush-sharqayn Rifduhu birruhu, mali' ul-qutbayn Ismuhu 'izzuhu, munzu kana-l-judud Majduhu arzuhu, ramzuhu lil-khulud Kulluna lil-watan, lil'ula lil-'alam, Kulluna lil-watan | All of us! For our Country, for Glory and Flag! Our valor and our writings are the envy of the ages. Our mountains and our valleys, they bring forth stalwart men. And to Perfection we devote our words and labor. All of us! For our Country, for our Glory and Flag! All of us! For our Country Our Elders and our children, they await our Country's call, And on the Day of Crisis they are as Lions of the Jungle. The heart of our East is ever Lebanon, May God preserve him until the end of time. All of us! For our Country, for our Glory and Flag! All of us! For our Country The Gems of the East are his land and sea. Throughout the world his good deeds flow from pole to pole. And his name is his glory since time began. The cedars are his pride, his immortality's symbol. All of us! For our Country, for our Glory and Flag! All of us! For our Country |

## Vezi și
- Listă de imnuri naționale